# Ostracoda
Los ostrácodos (Ostracoda, del griego όστρακον óstrakon, "concha" y ειδής eidés, "con aspecto de") son una clase de crustáceos de muy reducido tamaño, muchas veces microscópicos (normalmente entre 0,1 y 2 mm). Se conocen unas 13 000 especies actuales y se estima que se han descrito 65 000 especies fósiles (tantas como crustáceos actuales conocidos).
Los ostrácodos son los artrópodos con el registro fósil más abundante gracias a la composición y tamaño de las valvas. El primer registro de ostrácodos corresponde al Ordovícico (hace 500 millones de años aproximadamente) y, dado que son un grupo muy sensible a los cambios ambientales, constituyen una herramienta importante para las reconstrucciones paleoambientales.

## Anatomía
El cuerpo de los ostrácodos consiste en un par de valvas con un grado variable de mineralización de carbonato de calcio que encierran una anatomía típica de un crustáceo, con numerosos apéndices y la característica tagmosis.

### Partes blandas
Las partes blandas del animal constan de una cabeza separada del tórax por una pequeña constricción, de 5 a 7 pares de apéndices con distintas formas y funciones, y una furca (cola). Los 4 pares de apéndices comprenden las antenas, dos apéndices bucales y dos adicionales. En muchas especies de ostrácodos estos últimos han desaparecido.

### Caparazón
Cada lado (derecho e izquierdo) del cuerpo secreta un  caparazón formado por dos valvas, que dependiendo de la especie puede ser blando o altamente impregnado en carbonato de calcio. Al cerrarse cubre todas las partes blandas del animal, dándole el aspecto de una diminuta almeja. Estas valvas están compuestas por carbonato de calcio en forma de calcita con proporciones variables de magnesio y recubierto externamente por una capa de quitina. La morfología de las valvas está asociada al ambiente que habitan. Por ejemplo, en la formas planctónicas, estas son delgadas y lisas, mientras que en las formas bentónicas son más gruesas y generalmente presentan ornamentación.
Algunas de las especies tienen una abertura en la parte inferior, que permanece abierta aun cuando las valvas estén cerradas. Por esta abertura el animal saca las antenas para usarlas como remos.
El cuerpo se encuentra sujeto al interior de las valvas gracias a los músculos abductores que atraviesan las partes blandas y también se encargan del cierre de las mismas. En el punto de contacto entre cada fibra muscular y el caparazón se forman unas pequeñas hendiduras (impresiones musculares) muy importantes para la sistemática y para determinar la orientación de las valvas.
Al igual que en los moluscos bivalvos, en los ostrácodos se puede diferenciar una valva derecha y otra izquierda con 4 márgenes bien definidos: dorsal, ventral, anterior y posterior. Como regla general, en vista lateral externa, si el borde dorsal se encuentra hacia la parte superior y la región anterior se encuentra hacia la izquierda, se considera la valva izquierda.
En la zona dorsal las valvas se articulan mediante una charnela que también impide el desplazamiento relativo, y se encuentran unidas gracias al ligamento interior elástico que también permite que las valvas permanezcan abiertas. Cada valva está compuesta por 2 lamelas, una externa, que secreta carbonato de calcio en toda su extensión, y una interna que solo se halla calcificada en la zona periférica. A esta zona calcificada de la lamela interna se la suele llamar duplicadura y puede tener desarrollos muy variables, desde muy ancha a muy difícil de percibir, pudiendo estar total o parcialmente fusionada con la lamela externa. A esta zona de fusión se la llama zona marginal. La línea que marca el límite interno se llama margen interno y el espacio que queda entre las dos lamelas se conoce como vestíbulo, donde se encuentran muchos de los órganos y partes blandas del animal. Cuando ambas lamelas están totalmente fusionadas, el vestíbulo está ausente.
En la duplicadura se pueden observar unas pequeñas crestas que actúan como pestañas de encastre llamadas estrías, listas y repliegues, ubicadas paralelas al margen externo de las valvas.

Fósil de Huantraiconella prima, un ostrácodo de la edad Daniano proveniente de la Formación Jagüel en el área de General Roca, Río Negro, Argentina.

### Rasgos externos
En general, los rasgos externos de las valvas de los ostrácodos son buenos indicadores sistemáticos ya que estos varían mucho entre géneros, además de estar directamente relacionados con el hábitat donde viven.
En algunos géneros se puede observar una estructura que sobresale en la zona cercana al ángulo antero-dorsal y que coincide con la posición del ojo. A esta protuberancia se la conoce como tubérculo ocular.
El tubérculo subcentral que se ubica en la zona antero-mediana y coincide con la zona de inserción de los músculos abductores en la cara interior de la valva.
Además de los tubérculos, existen otros rasgos que modifican el contorno de las valvas, como las expansiones alares, los lóbulos, el velo,  etc; pero la presencia de estos rasgos no determina si las valvas son lisas u ornamentadas. Las ornamentaciones constan de costillas, estrías, surcos, reticulaciones, puntas, etc, que pueden estar combinadas entre sí.

### Rasgos internos
Los rasgos internos de estos organismos están conformados por una serie de canales, pequeñas marcas y transparencias que también son muy importantes para la sistemática de estos organismos.
Las impresiones del músculo abductor son pequeñas marcas generadas por el contacto entre las fibras musculares al unirse con la cara interna de la valva y está ubicada en la zona subcentral de la valva. Otras impresiones generadas por la inserción de los músculos con las valvas son los de los músculos mandibulares y las antenas, que generan las impresiones mandibulares y musculares dorsales respectivamente.
Los canales de poros marginales, son una serie de canales que atraviesan la zona de unión entre las 2 lamelas (interior y exterior) , y que dejan proyectar hacia el exterior sedas sensitivas. Estos canales pueden tener distintas morfologías, dependiendo de la distancia que se genera por la fusión de las dos lamela. Si las lamelas no están fusionadas los canales se desarrollan en el borde de la misma valva y pudiendo ser rectos o curvos, simples o bifurcados, etc.
Los poros normales son canales cortos por los cuales se libera la secreción de ciertas glándulas, y también le dejan paso al exterior a sedas sensitivas.

### Charnela
Gracias a la charnela las valvas se pueden articular, ya que está compuesta por una serie de elementos calcificados (barras, surcos, dientes y fosetas) que actúan como bisagra. Estos elementos charnelares en ambas valvas se complementan entre sí, y determinan los 3 tipos básicos de charnela: La charnela adonta que consta de solo un surco o barra que puede o no estas crenulado. La charnela merodonta que está formada por un elemento anterior (un diente o foseta) un elemento mediano alargado (barra o surco) y un elemento posterior (diente o foseta) que pueden estar crenulados o no. La charnela anfidonta que está formada por dientes y fosetas a ambos lados. Puede tener todos los elementos crenulados.

## Reproducción
Los ostrácodos tienen sexos separados y fecundación interna con 3 tipos de estrategias reproductivas: reproducción bisexual, que implica la participación de los dos sexos durante la cópula. Reproducción partenogenética, que no necesita del macho para producirse. Reproducción mixta, en la que una especie puede tener los dos tipos de reproducción nombradas anteriormente, dependiendo de las condiciones.
Como los artrópodos, son ovíparos, con huevos muy resistentes a la desecación y al frío, pudiendo sobrevivir a momentos no aptos para la eclosión. Al nacer, ya tienen el caparazón formado y como todos los artrópodos, para poder crecer realizan mudas (ecdisis)  que se repiten 8 veces, siendo la novena la del estadio adulto. Este crecimiento por medio de mudas favorece la presencia de valvas en los sedimentos, pudiendo apreciar el cambio de ornamentación y de forma en general.

## Variabilidad morfológica
La mayoría de las especies de ostrácodos se puede reconocer gracias a su morfología externa, sin embargo, en otras se pueden observar variables morfológicas intraespecíficas determinadas por distintos factores:
La plasticidad fenotípica se asocia a condiciones ambientales y se expresa como variaciones en la intensidad de la ornamentación.
La variabilidad ontogenética se produce durante el crecimiento de los individuos y representan las variaciones morfológicas que se producen de un estadio a otro, o sea, entre cada muda. Las diferencias que existen entre adultos y juveniles de una misma especie son, por ejemplo, el tamaño, siendo la de los adultos de mayor tamaño, el engrosamiento de la ornamentación y los patrones de impresiones musculares, ya que estas últimas aumenta en número a medida que el individuo crece.
El dimorfismo sexual es la diferencia morfológica entre machos y hembras de una misma especie. Esta se puede apreciar en el estadio adulto ya que se debe al desarrollo sexual de los individuos.

## Hábitat
Los ostrácodos han colonizado todos los medios acuáticos, tanto marinos como de agua dulce, pero cada especie está controlada por distintos factores químicos, físicos y biológicos del sustrato y del agua que los rodea. Gracias a esto, en cada tipo de ambiente va a existir una asociación particular.
El principal factor de distribución es la salinidad y cada especie actual tiene bien definida su tolerancia a esta. Este factor es mucho más estable en ambientes marinos, donde las asociaciones alcanzan el máximo de diversidad. La transición de agua salada a salobre se traduce como una disminución en la diversidad, pero generalmente, con una gran abundancia.
La temperatura es muy importante para la distribución de la mayoría de las especies, pero no afecta directamente a la diversidad y la abundancia. En los ambientes de plataforma, el principal factor que determina las asociaciones faunísticas es el gradiente latitudinal, que determina la temperatura superficial oceánica. Pudiendo limitar así las zonas de especies criofílicas, que prefieren las aguas frías, de las zonas de especies termofílicas, que prefieren aguas cálidas.
La temperatura también determina la distribución vertical, pero también tiene un papel muy importante la concentración de oxígeno en la interfase agua-sedimento. Unos pocos debajo de la interfase, los niveles de oxígeno disminuyen considerablemente, lo que da como resultado, que la mayoría de especies bentónicas se encuentren entre los primeros 2-3 cm del sedimento.
Para las especies bentónicas, un factor determinante para la distribución es el sustrato. La energía del medio, las circulación del agua intersticial, la disponibilidad de materia orgánica, la estabilidad, el tamaño de grano y la porosidad del medio donde viven determinan el tamaño, la forma y la ornamentación de las distintas especies. Por ejemplo: las especies que viven en sustratos de grano fino, suelen tener una superficie ventral aplanada y unas prolongaciones alares, en cambio las especies de medios más turbulentos generalmente tienen caparazón más grueso y con una ornamentación robusta (con espinas o costillas).

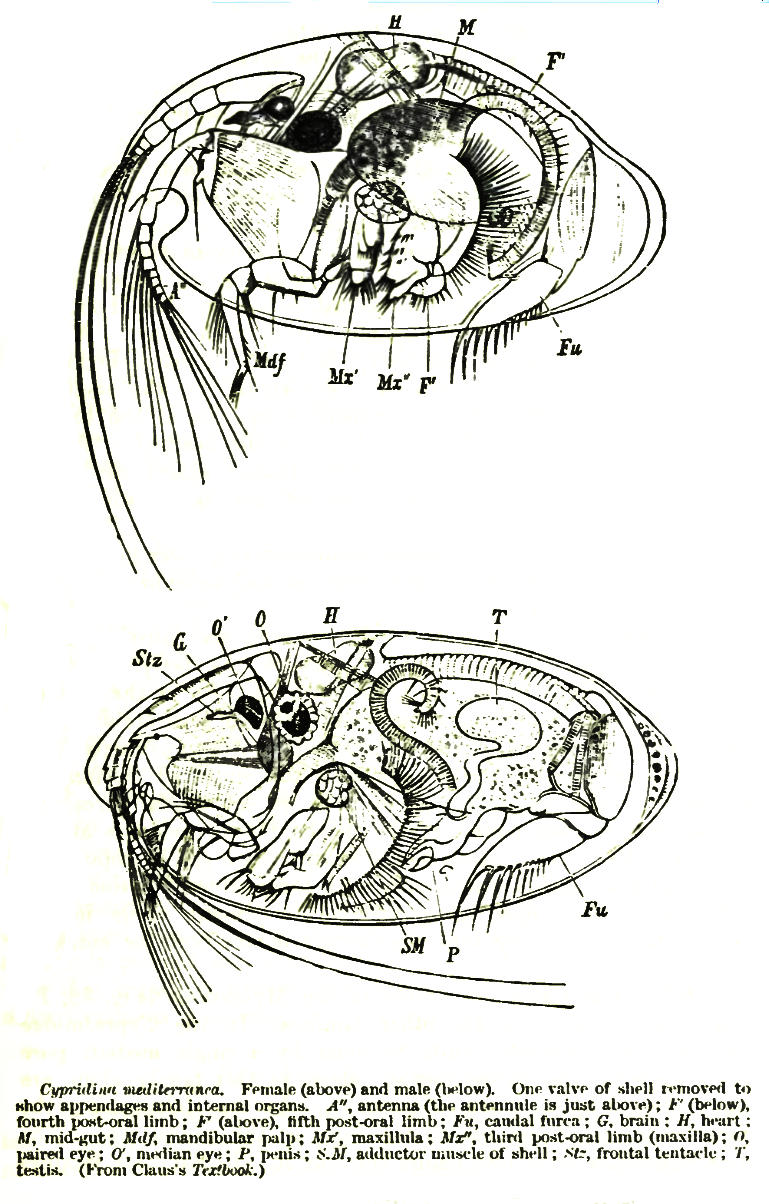
Anatomía de una Cypridina

Una de las especies más comunes es el Cypris que vive en charcos y riachuelos de agua dulce y nada con gran desenvoltura. En cuanto a las especies marinas, las más comunes pertenecen a las subfamilia Conchoecinae, a los géneros Conchoecia, Conchoecissa, Metaconchoecia, Conchoecilla, Macroconchoecia, Mikroconchoecia, entre otros. Se han hallado algunos que segregan una substancia luminosa que tiene un efecto defensivo.

## Paleontología

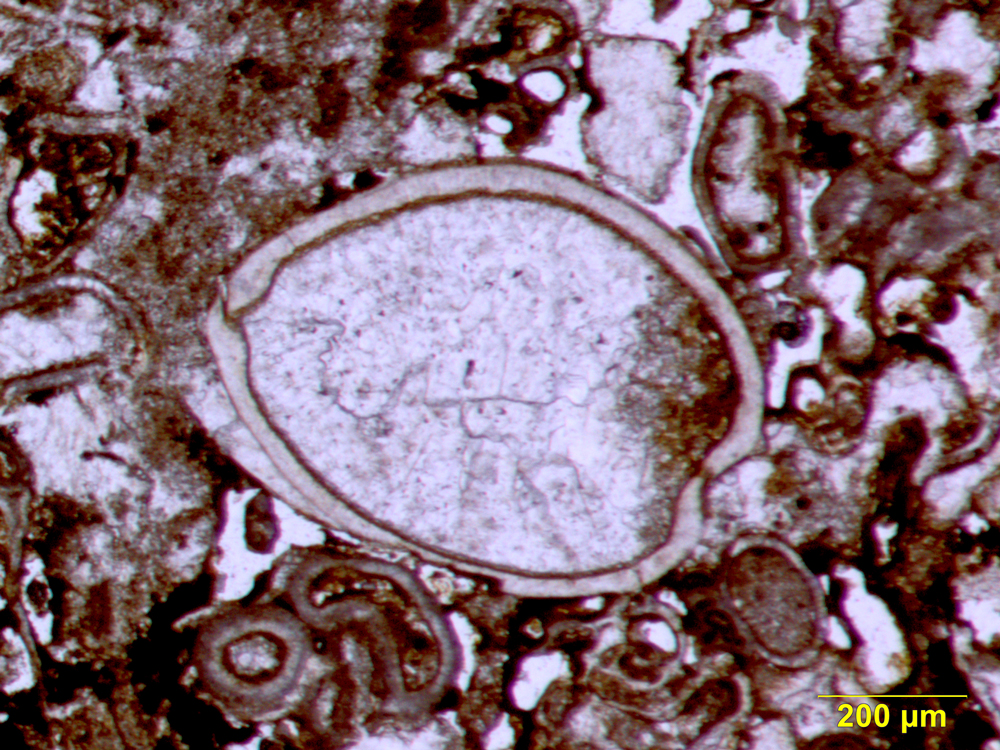
Pérmico, Texas.

Los ostrácodos son uno de los grupos de microfósiles más utilizado en Paleontología, tanto como indicadores paleoambientales, como en datación de estratos. Por esto han sido muy utilizados en la búsqueda de combustibles fósiles.
Son conocidos desde el Cámbrico inferior con el orden Archaeocopida, de caparazones poco calcificados. Posteriormente surgen en el Cámbrico superior los Leperditiocópidos, de caparazones más complejos y con mayor calcificación. En el Ordovícico se extinguen los Arqueocópidos y surgen los órdenes Paleocopida, Podocopida y Myodocopida. En el Devónico surgen los primeros ostrácodos de agua dulce, permitiendo una bioestratigrafía de regiones continentales. A finales del Devónico se extinguen los Leperditiocópidos y los Paleocópidos se extinguen en el tránsito del Permo-Trias. Durante la Era Secundaria experimentan una expansión que permite utilizarlos habitualmente para la biodatación de estratos. En el límite Cretácico-Terciario se extinguen multitud de grupos, pero de nuevo en el Cenozoico surge una radiación adaptativa y han llegado hasta nuestros días conquistando prácticamente todos los medios acuáticos.